# Букин, Алексей Петрович
Алексей Петрович Букин (24 октября 1944, Москва — 23 июля 1991,  Лыткарино) — советский художник-мультипликатор, карикатурист
Известен как разработчик и художник мультипликационных фильмов студий «Союзмультфильм» и «Киевнаучфильм»

## Биография
Родился в Москве в семье Петра Васильевича Букина — авиамеханика и рабочего завода ЦИАМ и Марии Максимовны Сычёвой. В детстве вся семья проживала в коммунальной квартире. В 1957 году Петра Васильевича, как ведущего специалиста Центрального института авиационного моторостроения, перевели из лефортовского филиала в развивающийся лыткаринский филиал для передачи опыта, где семья получила квартиру и осталась жить дальше.
Окончил школу № 38 в Лыткарино в 1961 году. В школьные годы увлёкся театральным кружком и студией изобразительного искусства, но мечтал он быть военным лётчиком. Тяжёлая травма не дала исполнится мечте и вместо авиаучилища пришлось поступить на обучение МЭИ, но ушёл оттуда после первого курса, так как видел себя только в творчестве. Несколько лет работал на Лыткаринском заводе оптического стекла художником оформителем. Тесное общение с московскими художниками привело Алексея Букина на курсы мультипликаторов при киностудии Союзмультфильм, где преподавателями были легендарные Иван Петрович Иванов-Вано и Борис Петрович Дёжкин. Учёба на Курсах стала судьбоносной, после окончания подготовки художников-мультипликаторов в 1973 году попадает на работу в киностудию Союзмультфильм, где проработал до самой смерти, периодически уезжая в командировки по всему СССР, в том числе в украинскую студию Киевнаучфильм
Публиковался со своими карикатурами в местной Лыткаринской газете «Диалог» с колонкой «Вернисаж Алексея Букина».
В качестве художника-мультипликатора он создаёт более 60 картин в сотрудничестве с такими режиссёрами, как Вячеслав Котёночкин, Лев Мильчин, Ефим Гамбург, Владимир Тарасов и другими.
Скоропостижно скончался в 1991 году в Лыткарино.
Был членом Союза Кинематографистов СССР.

## Фильмография

### Художник-мультипликатор[1]
- 1973 — Детство Ратибора
- 1973 — Кто меня толкнул?
- 1973 — Как казаки невест выручали
- 1973 — Что страшнее?
- 1974 — Вершки и корешки
- 1974 — Молодильные яблоки
- 1974 — Ну, погоди! (Выпуск 8)
- 1975 — Комаров
- 1975 — Ох и Ах
- 1975 — Илья Муромец. Пролог
- 1975 — Как казаки соль покупали
- 1975 — Маяковский смеётся
- 1976 — Зеркало времени
- 1976 — Птичка Тари
- 1976 — Сказка про лень
- 1976 — Слушается дело о…не очень комическая опера
- 1976 — Стадион шиворот-навыворот
- 1976 — Стойкий оловянный солдатик
- 1976 — Шкатулка с секретом
- 1977 — Вперёд, время!
- 1977 — Жихарка
- 1977 — Не любо — не слушай
- 1978 — И смех и грех
- 1978 — Илья Муромец и Соловей-разбойник
- 1978 — Контакт
- 1978 — Последняя невеста Змея Горыныча
- 1979 — Дым коромыслом
- 1979 — Летучий корабль
- 1979 — Недодел и Передел
- 1979 — Новый Аладдин
- 1979 — Тир
- 1980 — Возвращение
- 1980 — Котёнок по имени Гав (выпуск 4)
- 1980 — Лебеди Непрявды
- 1980 — Мореплавание Солнышкина
- 1981 — Зимовье зверей
- 1981 — Ивашка из Дворца пионеров
- 1981 — Пёс в сапогах
- 1981 — Тигрёнок на подсолнухе
- 1982 — Великан-эгоист
- 1982 — Верное средство
- 1982 — Олимпионики
- 1982 — Пуговица
- 1982 — Старая пластинка
- 1983 — Жил у бабушки козёл
- 1983 — Юбилей
- 1984 — Горшочек каши
- 1984 — Контакты… конфликты (Выпуск 1)
- 1984 — Муфта, Полботинка и Моховая Борода
- 1984 — Переменка № 3. Меняла
- 1984 — Синеглазка
- 1985 — Контакты… конфликты (Выпуск 2)
- 1985 — Контракт
- 1985 — Миссис Уксус и мистер Уксус
- 1985 — Весёлая карусель № 16. Чудо-дерево
- 1986 — Архангельские новеллы
- 1986 — На воде
- 1986 — Контакты… конфликты (Выпуск 3)
- 1987 — Контакты… конфликты (Выпуск 4)
- 1987 — Поморская быль
- 1988 — Седой медведь
- 1988 — Дождливая история
- 1988 — Заяц, который любил давать советы
- 1988 — Котёнок с улицы Лизюкова
- 1988 — Перевал
- 1989 — Счастливый старт

### Книжный иллюстратор
- Леонид Филатов — Про Федота-стрельца, удалого молодца